# Moldenhawera papillanthera
Moldenhawera papillanthera, ou caingá, é uma espécie de planta do gênero Moldenhawera e da família Fabaceae.

## Taxonomia
A espécie foi descrita em 2000 por Robert Allkin, Gwilym Peter Lewis e Luciano Paganucci de Queiroz. 

## Forma de vida
É uma espécie terrícola e arbórea.

## Conservação
A espécie faz parte da Lista Vermelha das espécies ameaçadas do estado do Espírito Santo, no sudeste do Brasil.

## Distribuição
A espécie é endêmica do Brasil e encontrada nos estados brasileiros de Espírito Santo.  
A espécie é encontrada no domínio fitogeográfico de Mata Atlântica, em regiões com vegetação de floresta ombrófila pluvial.